# منزل محمد علي سبانلو
منزل محمد علي سبانلو (بالفارسية: خانه محمدعلی سپانلو) هو منزل تاريخي يعود إلى عصر دولة بهلوية، ويقع في طهران.